# NGC 1500
NGC 1500 è una molto vasta e lontana galassia lenticolare (o ellittica) situata nella costellazione del Dorado, a una distanza di circa 485 milioni di anni luce dalla nostra Via Lattea.

## Scoperta
La galassia è stata scoperta il 24 dicembre 1837 dall'astronomo britannico John Herschel.